# Martin Pohl
Martin Pohl (ur. XVI w., zm. 1608) – śląski rzeźbiarz czasów manieryzmu, czynny w Legnicy w latach 1581–1608, uczeń słynnego rzeźbiarza Caspara Bergera z Legnicy.
Twórczość Martina Pohla jest uchwytna od 1581 r. Do 1595 r. pracował jako uczeń w warsztacie Caspara Bergera, po śmierci mistrza poślubił wdowę po nim i przejął warsztat. Podobnie jak Berger, także i Pohl tworzył prawie wyłącznie epitafia i płyty nagrobne dla śląskiej szlachty. Nie zachowało się żadne jego dzieło w Legnicy. Wprowadził stosowanie różnych materiałów, np. gabro, alabaster, zielony i brązowy marmur. Wykorzystywał niemieckie wzory graficzne. Specjalizował się w drobnych reliefach alabastrowych. Swoje dzieła podpisywał: Martin Pohl Bildhauer zu Liegnitz.

## Najważniejsze dzieła
- epitafium Melchiora von Dyhrn w kościele cmentarnym w Lubięcinie (1589), z sygnaturą artysty;
- epitafium Melchiora von Stosch w kościele w Osetnie (1594];
- epitafium Balthasara von Stoch Młodszego w kościele w Czerninie (1602–1608), z sygnaturą artysty;
- zespół płyt nagrobnych (mauzoleum) w kościele w Szklarach Górnych (1602–1608).